# آبشار بردین
آبشار بردین (به انگلیسی: Berdeen Falls) آبشاری است که در ایالت واشینگتن، ایالات متحده آمریکا واقع شده و ارتفاع کلی ریزشگاه آن ۸۵۰ فوت (۲۶۰ متر) است.